# Kameleon hełmiasty
Kameleon hełmiasty (Trioceros hoehnelii) – gatunek jaszczurki z rodziny kameleonowatych (Chamaeleonidae).

## Występowanie
Kameleon hełmiasty żyje na terenach wschodniej Afryki – w Kenii i Ugandzie. Zwierzę to zamieszkuje obszary wyżynne oraz górskie w przedziale wysokości 1600–4000 m n.p.m. Występuje na pojedynczych krzewach oraz w buszu.

## Opis
Kameleon hełmiasty osiąga długość ciała dochodzącą do 25 cm. Jaszczurka ta ma barwę bardzo zróżnicowaną: czerwoną, czarną, białą, jasnoniebieską, brunatną, szarą, żółtą albo brązową. Kameleon ten ma ciało krępe, mocno spłaszczone; na głowie wyraźny hełm; na przodzie pyska krótki masywny róg, który jest pokryty dużymi, wielokątnymi łuskami; na podgardlu oraz wzdłuż środka grzbietu tego zwierzęcia znajduje się szereg dużych ząbkowanych łusek tworzących charakterystyczny grzebień tego kameleona.
Gatunek jest objęty konwencją waszyngtońską CITES (załącznik II).